# Parapleurotheciopsis inaequiseptata
Parapleurotheciopsis inaequiseptata är en svampart som först beskrevs av Matsush., och fick sitt nu gällande namn av P.M. Kirk 1982. Parapleurotheciopsis inaequiseptata ingår i släktet Parapleurotheciopsis, divisionen sporsäcksvampar och riket svampar.   Inga underarter finns listade i Catalogue of Life.